# Menu contextuel

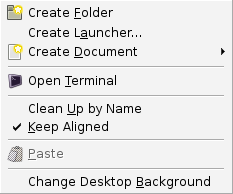
Menu contextuel dans Gnome

Le terme menu contextuel est utilisé pour désigner les menus qui s'ouvrent lorsqu'un utilisateur clique d’une façon particulière sur un objet de l'interface graphique, offrant ainsi une liste d'options qui varient selon le type de l'objet ciblé. Le plus souvent, l'utilisateur déclenche ces menus à l'aide du bouton secondaire de la souris (par défaut, le bouton droit pour les utilisateurs droitiers, d’où le surnom de clic droit).  Cette fonctionnalité se retrouve dans les systèmes d'exploitation Microsoft Windows, Mac OS X ou UNIX combiné avec X Window System. Les menus contextuels sont également accessibles depuis une combinaison de touches (par exemple, l'action à réaliser sera Control+Clic dans le cas du système d'exploitation des Macintosh).
Les premiers menus contextuels sont apparus avec l'environnement Smalltalk sur le Xerox Alto sur lequel ils sont appelés les « menus pop-up » (que l'on pourrait traduire par « menus surgissants » par analogie avec les publicités qui utilisent les fenêtres popup sur Internet, pop up désignant à l'origine les livres avec des éléments en relief se dépliant). Par la suite, le système d'exploitation NextStep a approfondi l'idée en mettant au point une fonctionnalité par laquelle un appui sur le bouton droit ou du milieu de la souris ouvrait le menu principal (qui était vertical et changeait automatiquement selon le contexte) et permettait ainsi d'ouvrir ce menu même si le pointeur de la souris n'était pas situé sur le bouton de ce menu principal, évitant ainsi de parcourir toute la distance du large écran (large pour l'époque).